# Poe Dameron
Poe Dameron es un personaje de ficción de la saga Star Wars. Introducido en 2015 en la película Star Wars: Episodio VII - El despertar de la Fuerza, es interpretado por el actor Oscar Isaac.

## Apariciones

### El Despertar de la Fuerza(2015)
Poe es un piloto de nave de combate de tipo caza, modelo X-Wing de La Resistencia de la General Leia Organa, y el robot BB-8 es su droide astromecánico. Él es enviado por Leia en una misión al planeta Jakku para recuperar parte de un mapa que conducirá a la ubicación de su hermano, Luke Skywalker. Antes de que Poe pueda partir con el mapa, la Primera Orden ataca y es capturado. El piloto ha confiado el mapa a BB-8, que huye al desierto cuando Kylo Ren tortura a Poe en busca del mapa. Poe es salvado por el soldado de asalto renegado Finn, y escapan en un caza TIE. Chocan contra Jakku; Finn es expulsado de la nave y se presume que Poe murió cuando la nave destruida es succionada bajo la arena. Poe luego reaparece, habiendo sido arrojado del accidente, liderando un escuadrón de pilotos de ala-X en un asalto a la Primera Orden en el castillo de Maz Kanata. Luego lidera su escuadrón para atacar la Base Starkiller de la Primera Orden, y dispara personalmente los proyectiles que hacen estallar el arma destructora del planeta. 

### Los Últimos Jedi(2017)
Poco después de la destrucción de la Base Starkiller, la Resistencia evacua su base en D'Qar cuando se cierra la Primera Orden. Poe lidera un contraataque en la Primera Orden para dar a los últimos guerrilleros de la Resistencia más tiempo para abordar los transportes. Cuando lo hacen, Leia ordena a Poe que retroceda, pero él insiste en que aprovechen la oportunidad para destruir uno de los acorazados de la Primera Orden y llama a un equipo de bombarderos. Mientras tienen éxito en sacar la nave, todos los bombarderos son destruidos y sus equipos muertos, y Leia degrada a Poe por su imprudencia y falta de voluntad para seguir órdenes. La Primera Orden pronto ataca de nuevo, habiendo rastreado la Resistencia a través de la velocidad de la luz, una hazaña que previamente se creía que era imposible. El ataque cobra la vida de casi todos los líderes de la Resistencia y deja inconsciente a Leia. Mientras Poe asume que se convertirá en el general en funciones, es reemplazado por la vicealmirante Holdo, quien rechaza sus sugerencias. Poe, entonces, elabora un plan con Finn y la mecánica Rose Tico para desactivar el rastreador de la Primera Orden desde su Destructor Estelar líder, pero mantiene la operación en secreto de Holdo. Al descubrir que el plan de Holdo es hacer que las fuerzas de la Resistencia abandonen su crucero vulnerable, Poe inicia un motín. Finn, Rose y BB-8 no pueden desactivar el rastreador, y Leia despierta reanuda el comando. Los transportes llevan a las fuerzas de la Resistencia a una base abandonada en el planeta Crait, donde transmiten una señal de socorro a sus aliados. Poe lidera una ofensiva contra la Primera Orden invasora, pero no puede detener su asalto. Mientras Luke Skywalker se enfrenta a Kylo Ren, Poe lidera a los miembros restantes de la Resistencia para escapar a través de un pasaje inexplorado. Él está entre los que huyen con Rey en el Halcón Milenario. Isaac y el personaje han recibido críticas positivas, siendo comparado con la caracterización de Han Solo (Harrison Ford) en la trilogía original de Star Wars.

### El Ascenso de Skywalker(2019)
Un año después, Poe, junto con Finn y Chewbacca, van a buscar información sobre Kylo Ren de un espía de la Primera Orden. Luego va a Passanna con Rey, Finn, BB-8, Chewbacca y C-3PO  para encontrarse con uno de los contactos de Luke, que supuestamente conoce una daga Sith que está conectada con la resurrección del Emperador Palpatine, revelado como el verdadero poder detrás de la Primera Orden. Este contacto resulta ser Lando Calrissian, que junto con el grupo es localizado y perseguido por la Primera Orden, solo logrando evadirlos. Después de la aparente muerte de Chewbacca, se dirigen a Kijimi y se encuentran con Zorii Bliss, una exmiembro de la tripulación que los ayuda a llegar a un droidsmith del mercado negro que los ayudará a traducir el idioma en la daga Sith. Reciben ayuda de Babu Frik para ayudar a C-3PO a traducir el idioma, pero a costa de sus recuerdos.
En Kijimi, se explora la historia de fondo de Poe: Zorii revela que solía ser un corredor de especias y abandonó a sus amigos y tripulación cuando decidió volar para la Resistencia. Zorii todavía mantiene mucho resentimiento hacia Poe por haberse ido y casi lo mata al encontrarse nuevamente con él en Kijimi, pero decide ayudar cuando Rey la derrota en combate. Zorii, reconectando con Poe, le dice que planea viajar por la galaxia, e invita a Poe a unirse a ella. Poe, cuya fe en la Resistencia se ha visto sacudida por la falta de apoyo que han recibido desde la Batalla de Crait, considera acompañarla, pero Zorii finalmente lo insta a terminar lo que la Resistencia ha comenzado. Ella le ayuda a subir a la clase resurgente destructor estelar firme para rescatar a Chewbacca, de quien descubre que todavía está vivo. Mientras intentan rescatar a Chewbacca, Poe y Finn son capturados y ejecutados por el General Hux; Hux, sin embargo, los deja ir cuando revela que él es el espía, apoyando su causa de socavar a Ren. Posteriormente rescatan a Rey y Chewbacca a bordo del Halcón Milenario y parten hacia Kef Bir, la luna oceánica de Endor, donde se encuentran los restos de la segunda Estrella de la Muerte .
Rey deja a Endor después de su enfrentamiento con Ren, dejando a Poe, Finn y su nueva aliada Jannah para volver a la base de la Resistencia. Allí, se enteran de que Leia ha muerto, después de haber hecho Poe General en funciones antes de convertirse en uno con la Fuerza. Poe está profundamente conmocionado y nervioso por la presión de liderar la Resistencia, pero recibe orientación de Lando, quien comparte que pudo sobrevivir debido a su confianza en sus amigos. Poe hace de Finn su co-general y, al enterarse de la ubicación de Exegol, le da un discurso conmovedor al resto de la Resistencia de que tienen una causa en la que el resto de la galaxia cree, y que las buenas personas lucharán mientras son capaces de liderarlos. Pidiendo a Lando que reclute aliados de la Resistencia en toda la galaxia, Poe lidera un gran ataque contra la flota Sith. A pesar de los éxitos iniciales del ataque, la flota parece ser más de lo que la Resistencia puede soportar y, tras la muerte del amigo de Poe, Snap Wexley, Poe comienza a creer que sus esfuerzos han sido inútiles. Sin embargo, Lando pronto llega con una importante flota de seguidores en toda la galaxia, incluidos Zorii y Wedge Antilles. Con la ayuda de estos partidarios, así como la muerte de Ren y Palpatine, la Resistencia puede asegurar su victoria final contra la Orden Final. De vuelta en la base de la Resistencia, Poe comparte un momento final con Zorii, y se reúne con Finn y Rey en una emotiva celebración de la victoria.